# Llista de peixos de Zàmbia
Aquesta llista de peixos de Zàmbia -incompleta- inclou 402 espècies de peixos que es poden trobar a Zàmbia ordenades per l'ordre alfabètic de llur nom científic.
| Índex A B C D E F G H I J K L M N O P Q R S T U V W X Y Z |

## A

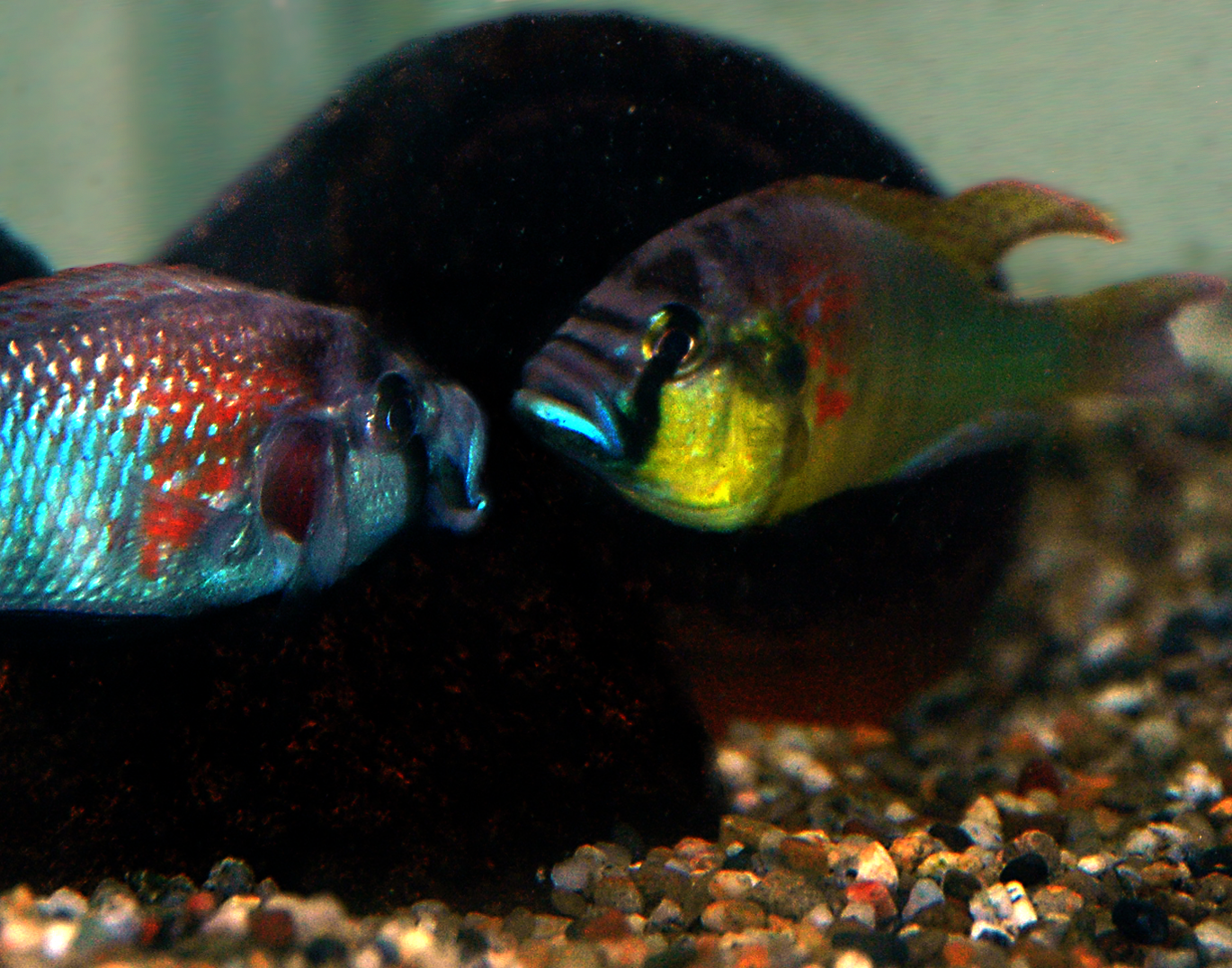
Astatotilapia burtoni

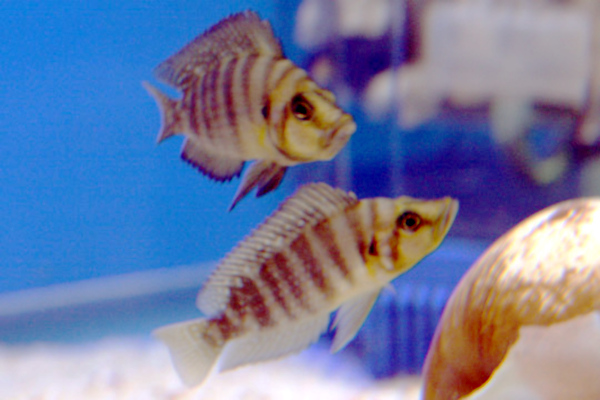
Altolamprologus compressiceps

- Acapoeta tanganicae
- Alestes macrophthalmus
- Altolamprologus calvus
- Altolamprologus compressiceps
- Amphilius cryptobullatus
- Amphilius platychir
- Amphilius uranoscopus
- Aplocheilichthys hutereaui
- Aplocheilichthys johnstoni
- Aplocheilichthys katangae
- Aplocheilichthys matthesi
- Aplocheilichthys moeruensis
- Aplocheilichthys pumilus
- Astatotilapia burtoni
- Astatotilapia calliptera
- Astatotilapia stappersii
- Aulonocranus dewindti

## B

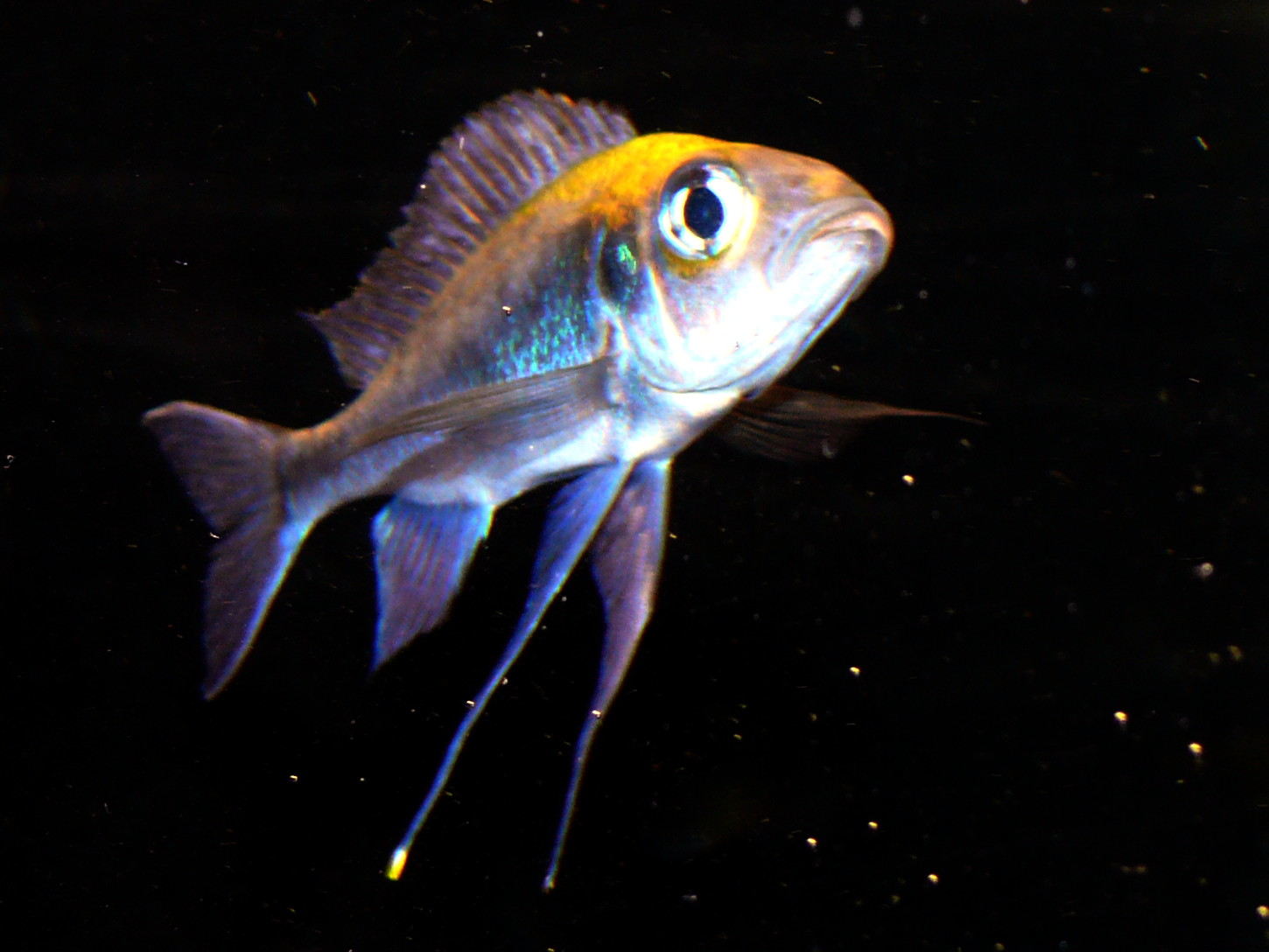
Cyathopharynx furcifer

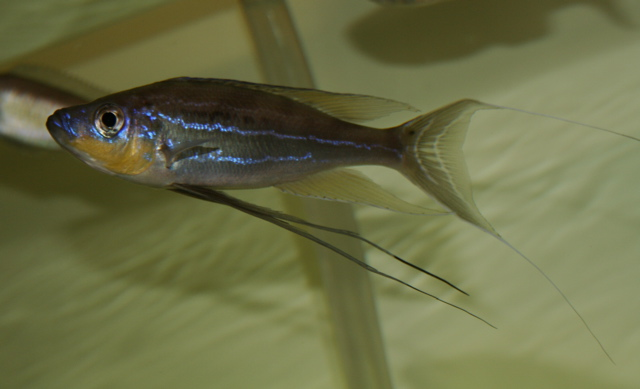
Benthochromis tricoti

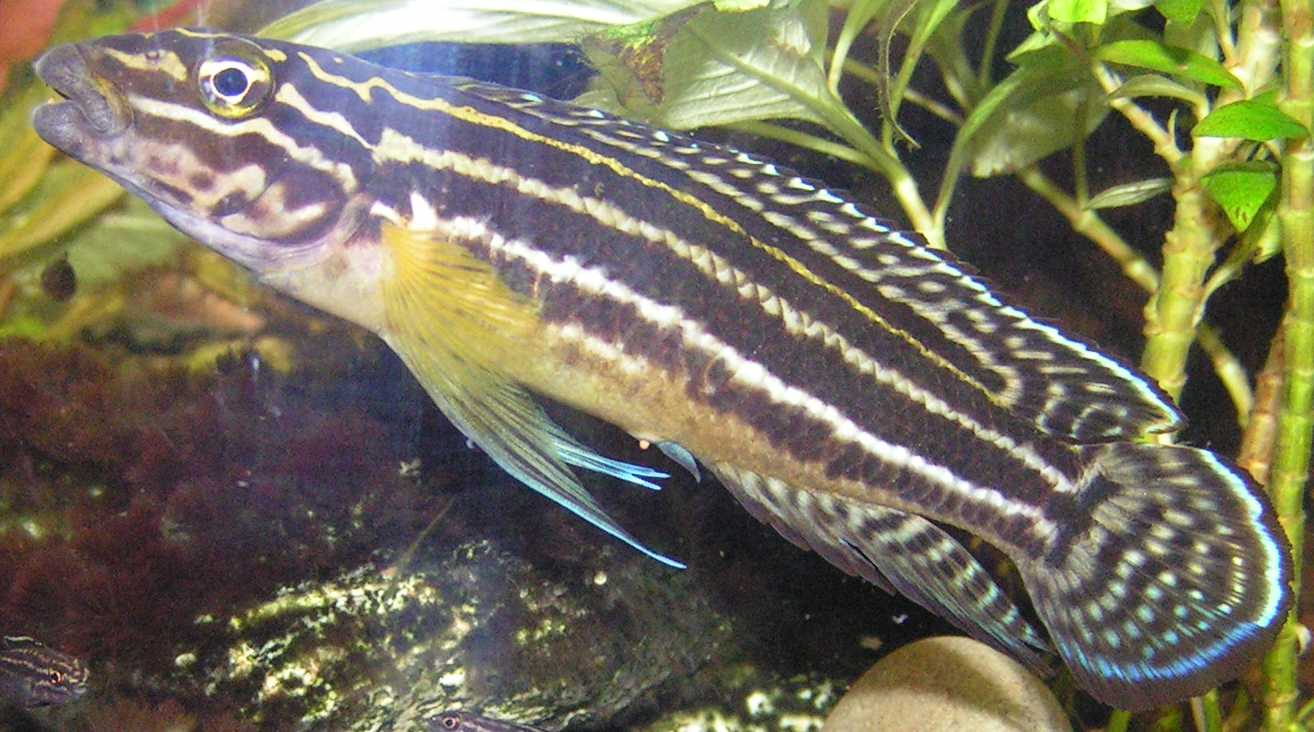
Julidochromis regani

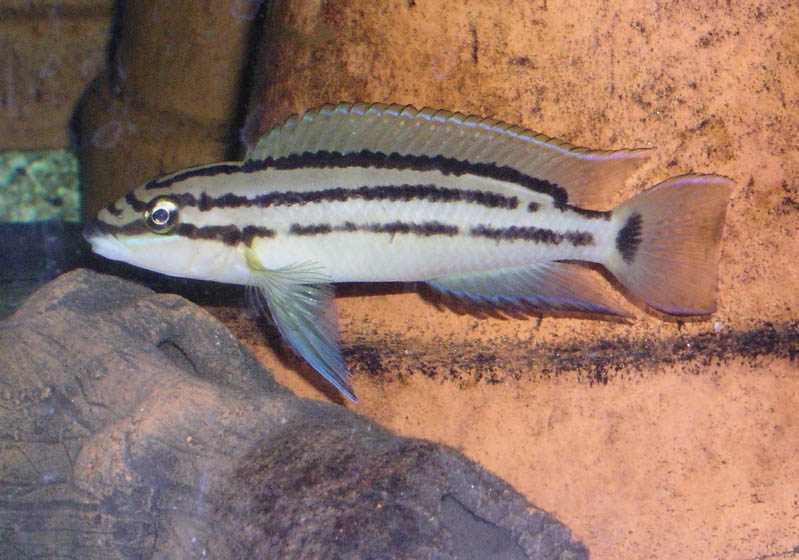
Chalinochromis popelini

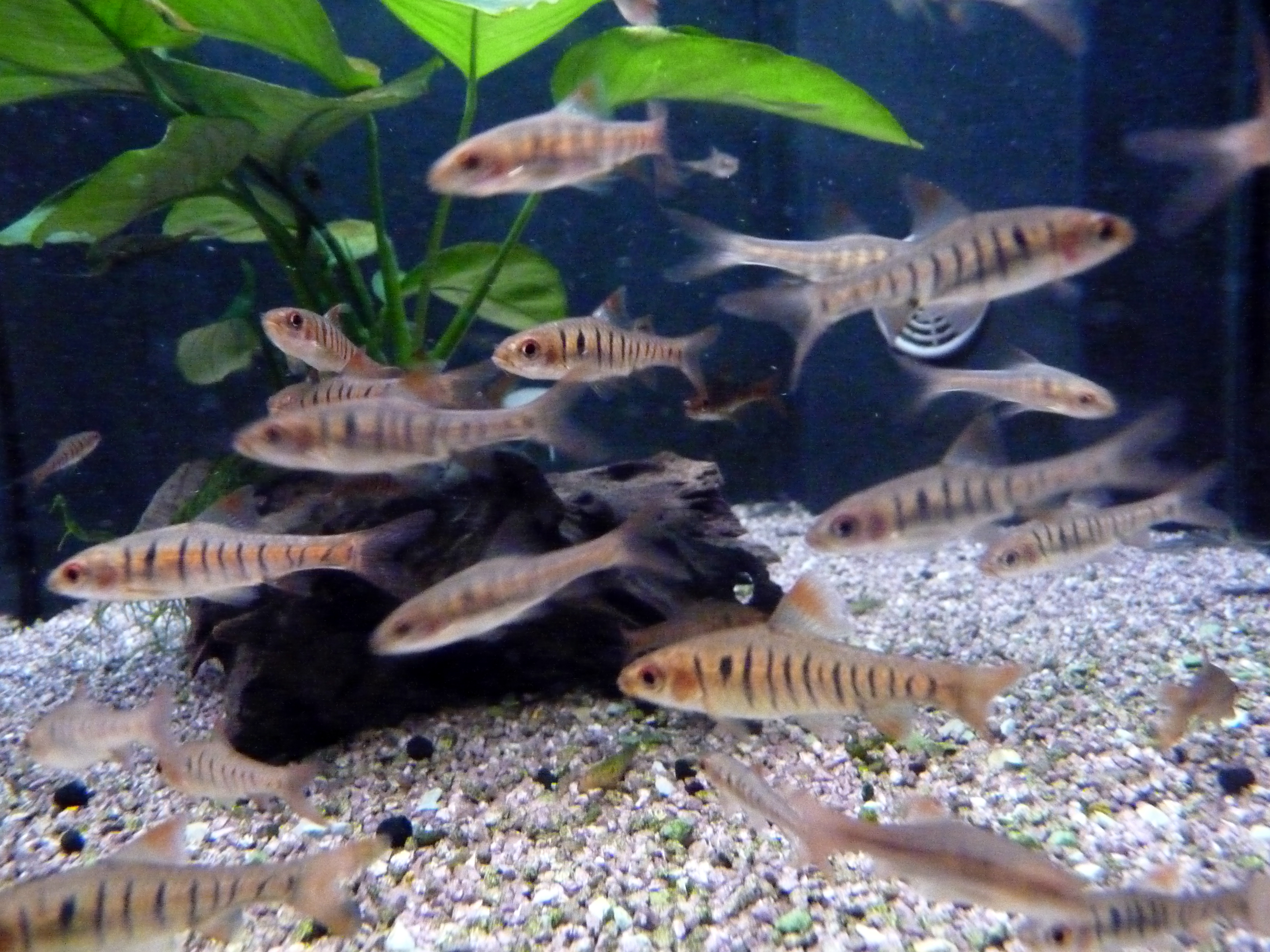
Barbus fasciolatus

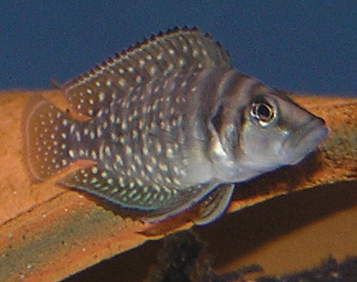
Altolamprologus calvus

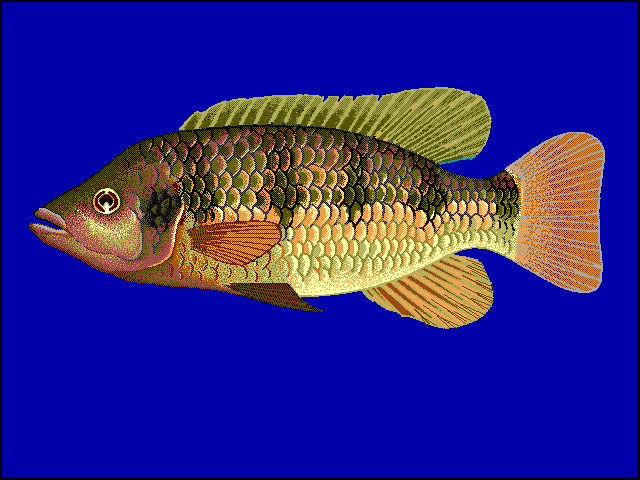
Hemichromis fasciatus

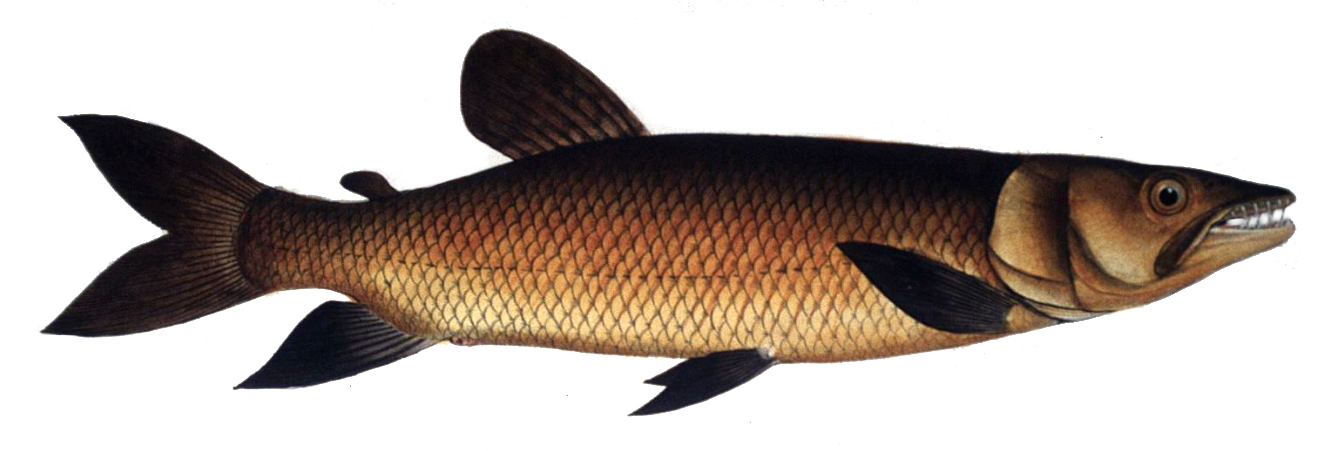
Hepsetus odoe

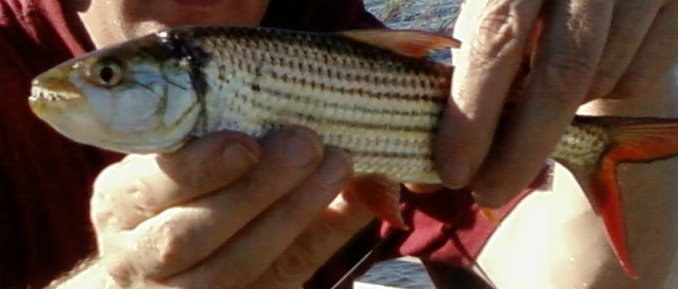
Hydrocynus vittatus

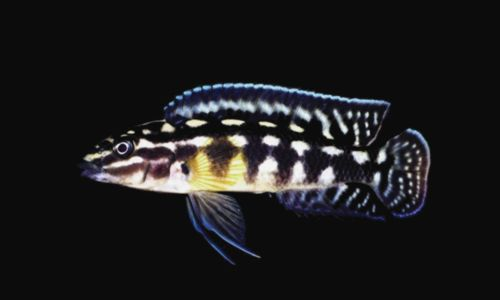
Julidochromis marlieri

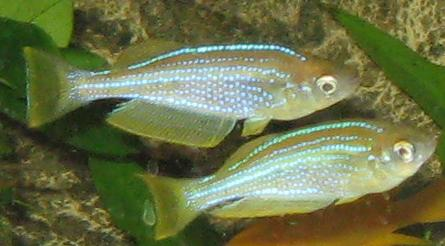
Lamprichthys tanganicanus

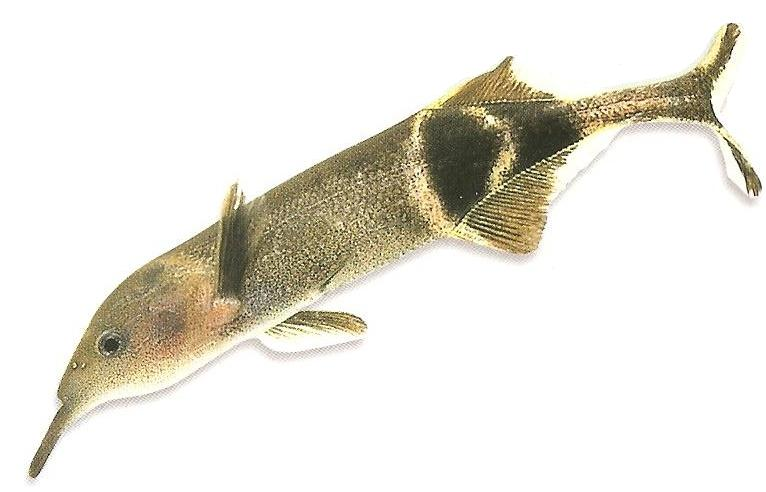
Gnathonemus petersii

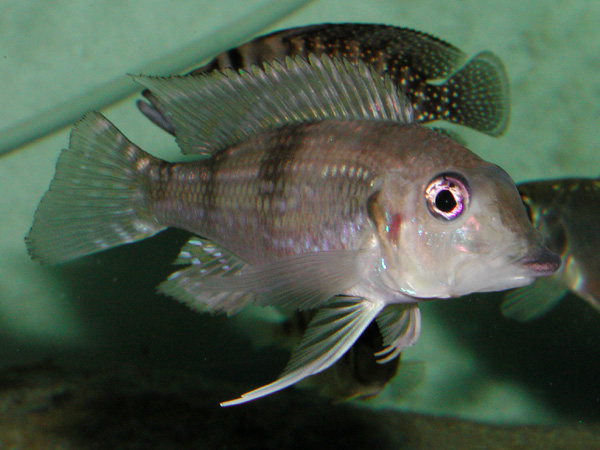
Gnathochromis permaxillaris

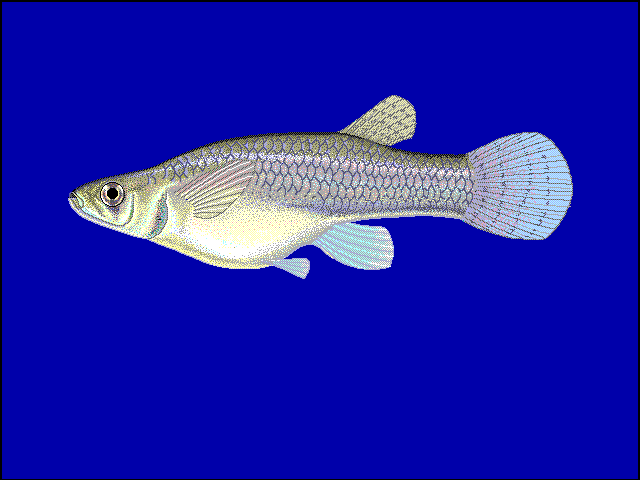
Gambúsia (Gambusia affinis)

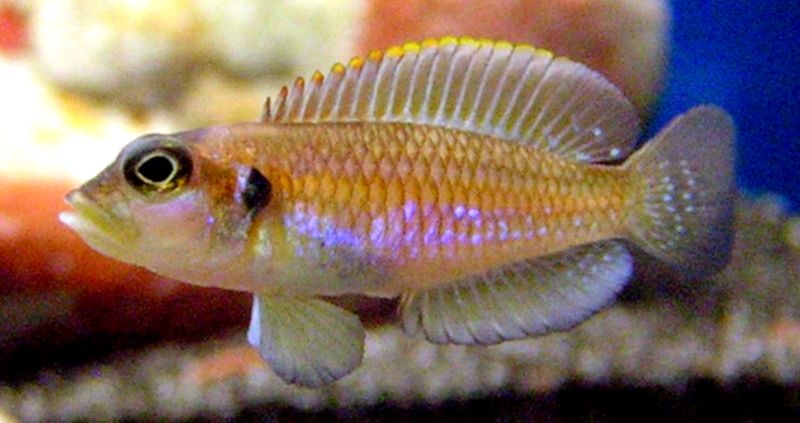
Lamprologus ocellatus

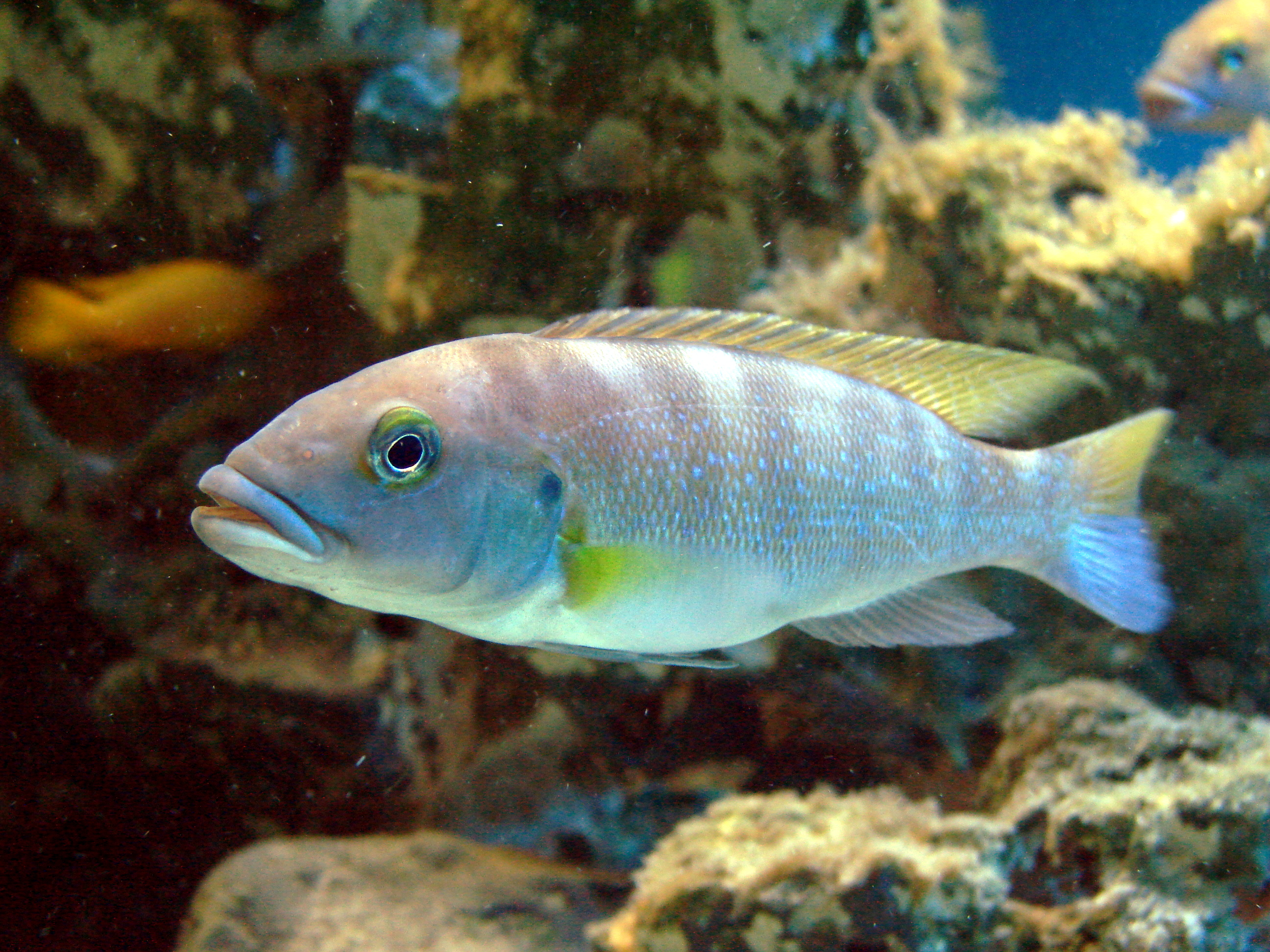
Lepidiolamprologus cunningtoni

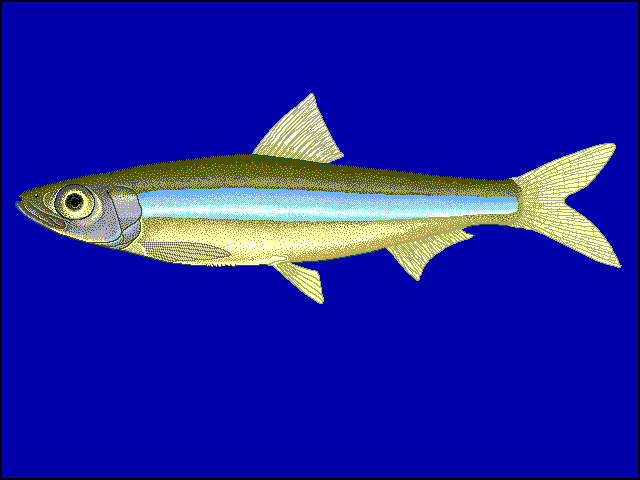
Limnothrissa miodon

- Bagrus docmak
- Baileychromis centropomoides
- Barbus afrohamiltoni
- Barbus afrovernayi
- Barbus altidorsalis
- Barbus barnardi
- Barbus barotseensis
- Barbus bifrenatus
- Barbus brevidorsalis
- Barbus dorsolineatus
- Barbus eutaenia
- Barbus fasciolatus
- Barbus haasianus
- Barbus kerstenii
- Barbus lineomaculatus
- Barbus lornae
- Barbus mattozi
- Barbus miolepis
- Barbus multilineatus
- Barbus neefi
- Barbus owenae
- Barbus paludinosus
- Barbus pellegrini
- Barbus poechii
- Barbus radiatus
- Barbus rohani
- Barbus stappersii
- Barbus tangandensis
- Barbus thamalakanensis
- Barbus trachypterus
- Barbus trimaculatus
- Barbus tropidolepis
- Barbus unitaeniatus
- Barbus viviparus
- Bathybagrus grandis
- Bathybagrus graueri
- Bathybagrus platycephalus
- Bathybagrus sianenna
- Bathybagrus stappersii
- Bathybagrus tetranema
- Bathybates fasciatus
- Bathybates ferox
- Bathybates graueri
- Bathybates hornii
- Bathybates leo
- Bathybates minor
- Bathybates vittatus
- Benthochromis horii
- Benthochromis melanoides
- Benthochromis tricoti
- Boulengerochromis microlepis
- Brycinus grandisquamis
- Brycinus imberi
- Brycinus lateralis
- Brycinus macrolepidotus
- Brycinus peringueyi
- Brycinus rhodopleura
- Brycinus sadleri

## C

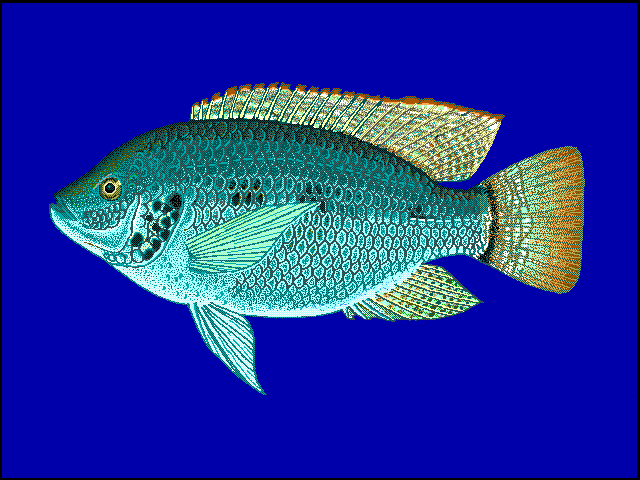
Oreochromis andersonii

- Callochromis macrops
- Cardiopharynx schoutedeni
- Chalinochromis brichardi
- Chalinochromis popelini
- Chelaethiops minutus
- Chetia mola
- Chiloglanis elisabethianus
- Chiloglanis macropterus
- Chiloglanis neumanni
- Chiloglanis productus
- Chrysichthys brachynema
- Chrysichthys mabusi
- Chrysichthys sharpii
- Citharinus gibbosus
- Clariallabes platyprosopos
- Clarias alluaudi
- Clarias buthupogon
- Clarias gariepinus
- Clarias liocephalus
- Clarias ngamensis
- Clarias stappersii
- Clarias submarginatus
- Clarias theodorae
- Clarias werneri
- Clypeobarbus bellcrossi
- Coptostomabarbus wittei
- Ctenochromis horei
- Ctenopoma multispine
- Ctenopoma muriei
- Cunningtonia longiventralis
- Cyathopharynx furcifer
- Cyphotilapia frontosa
- Cyphotilapia gibberosa
- Cyprichromis coloratus
- Cyprichromis leptosoma
- Cyprichromis zonatus
- Cyprinus carpio carpio

## D

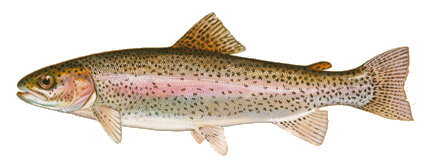
Truita arc de Sant Martí (Oncorhynchus mykiss)

- Dinotopterus cunningtoni
- Distichodus maculatus
- Distichodus mossambicus
- Distichodus schenga
- Doumea alula

## E

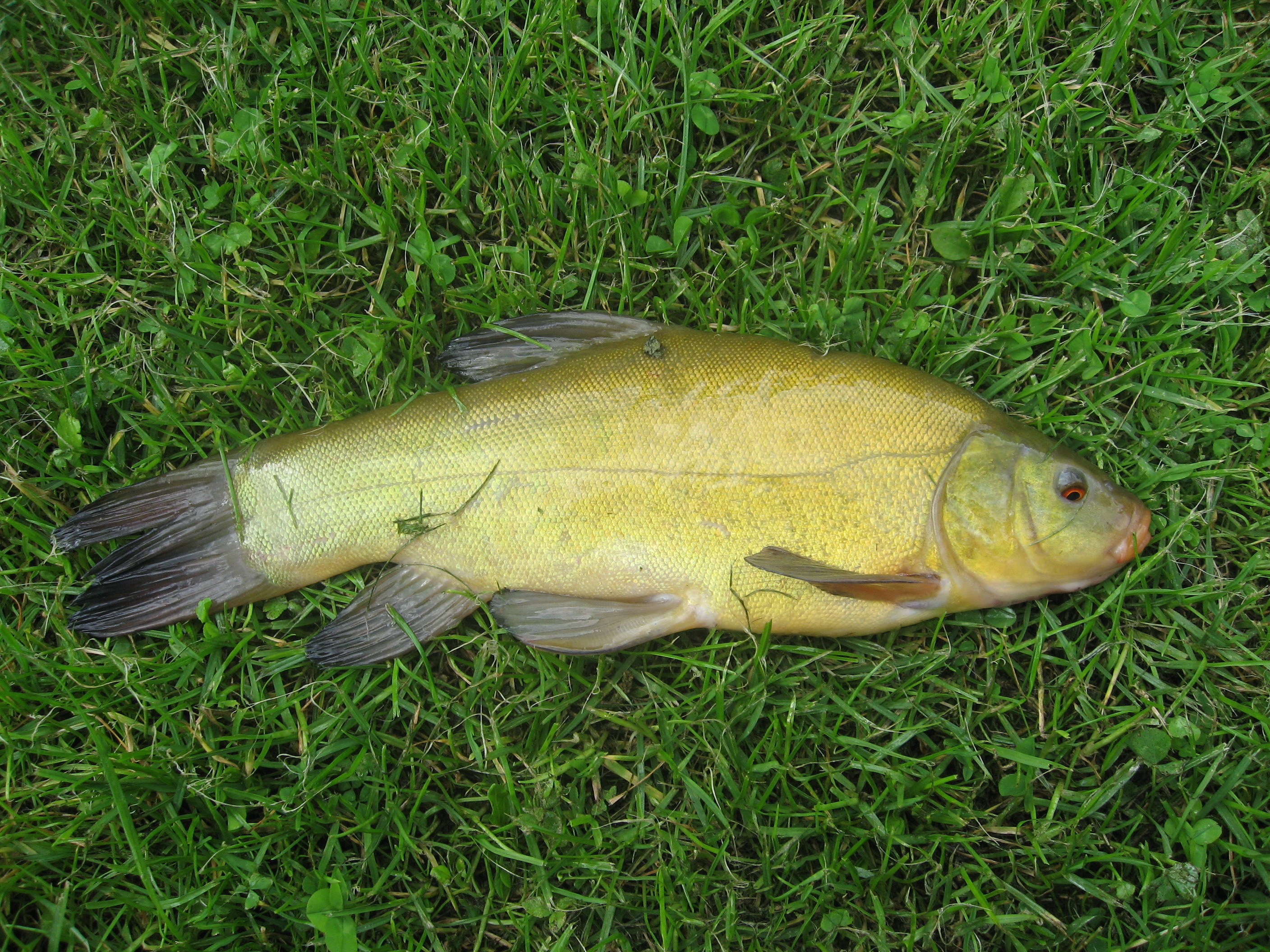
Tenca (Tinca tinca)

- Ectodus descampsii
- Eretmodus cyanostictus
- Euchilichthys guentheri
- Euchilichthys royauxi

## G

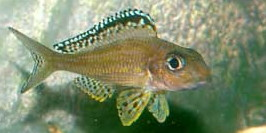
Xenotilapia papilio

- Gambusia affinis
- Gnathochromis permaxillaris
- Gnathochromis pfefferi
- Gnathonemus petersii
- Grammatotria lemairii
- Greenwoodochromis bellcrossi
- Greenwoodochromis christyi

## H

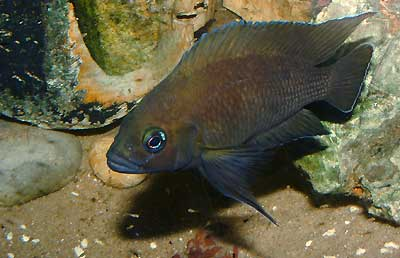
Variabilichromis moorii

- Haplotaxodon microlepis
- Haplotaxodon trifasciatus
- Hemibates stenosoma
- Hemichromis fasciatus
- Hemigrammocharax machadoi
- Hemigrammocharax minutus
- Hemigrammocharax multifasciatus
- Hemigrammopetersius barnardi
- Hepsetus odoe
- Heterobranchus boulengeri
- Heterobranchus longifilis
- Hippopotamyrus ansorgii
- Hippopotamyrus discorhynchus
- Hydrocynus forskahlii
- Hydrocynus vittatus
- Hypsopanchax jubbi

## I

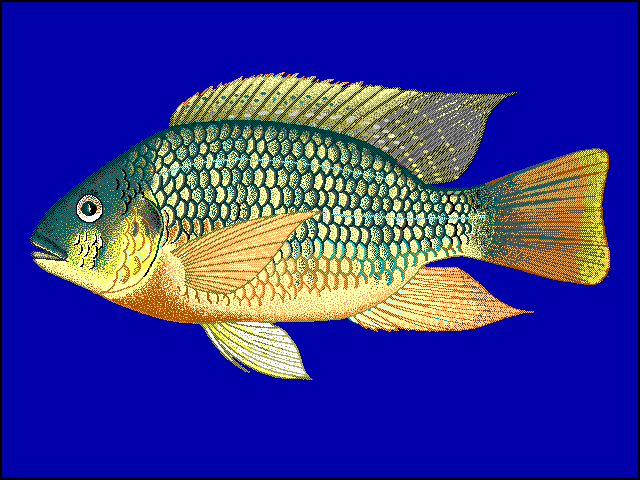
Tilapia rendalli

- Interochromis loocki

## J

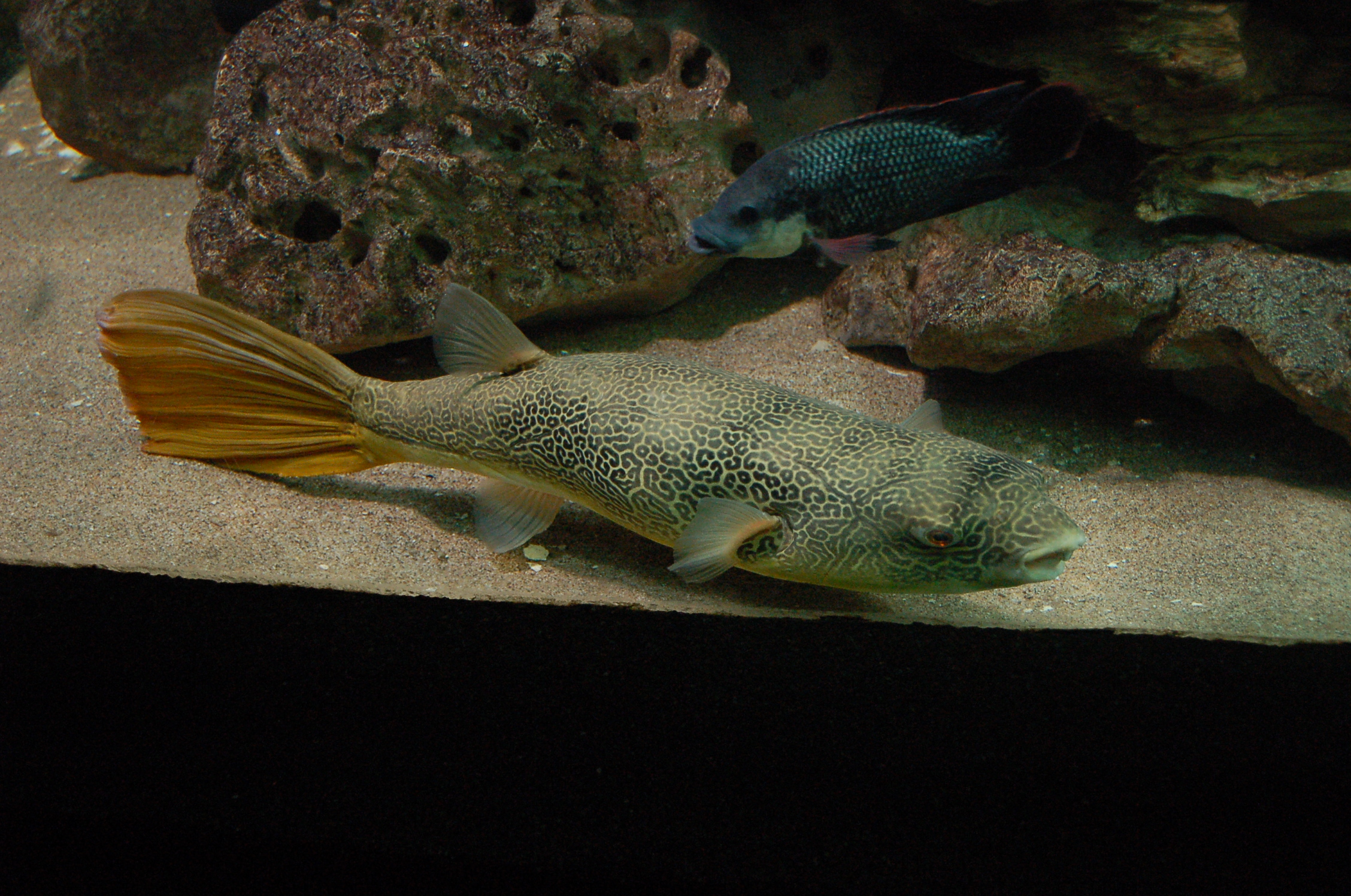
Tetraodon mbu

- Julidochromis dickfeldi
- Julidochromis marlieri
- Julidochromis ornatus
- Julidochromis regani

## K

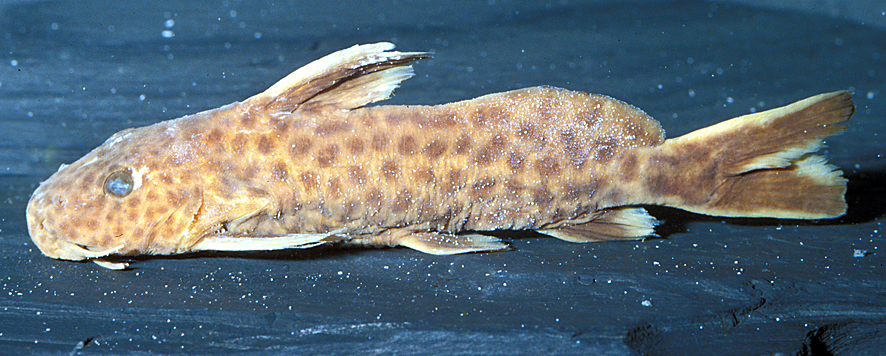
Synodontis petricola

- Kneria auriculata
- Kneria paucisquamata
- Kneria polli

## L

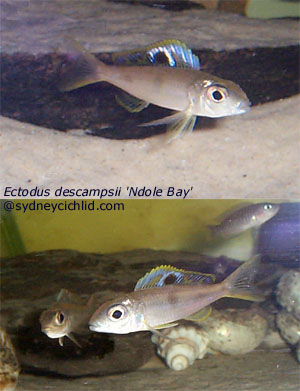
Ectodus descampsii

- Labeo altivelis
- Labeo annectens
- Labeo congoro
- Labeo cylindricus
- Labeo degeni
- Labeo molybdinus
- Labeobarbus caudovittatus
- Labeobarbus codringtonii
- Labeobarbus marequensis
- Lamprichthys tanganicanus
- Lamprologus callipterus
- Lamprologus laparogramma
- Lamprologus lemairii
- Lamprologus ocellatus
- Lamprologus ornatipinnis
- Lates angustifrons
- Lates mariae
- Lates microlepis
- Lates stappersii
- Lepidiolamprologus attenuatus
- Lepidiolamprologus cunningtoni
- Lepidiolamprologus elongatus
- Lepidiolamprologus kendalli
- Lepidiolamprologus mimicus
- Lepidiolamprologus profundicola
- Lepomis cyanellus
- Lepomis macrochirus
- Lestradea stappersii
- Limnochromis abeelei
- Limnochromis auritus
- Limnochromis staneri
- Limnothrissa miodon
- Limnotilapia dardennii
- Lobochilotes labiatus
- Lophiobagrus aquilus
- Lophiobagrus asperispinis
- Lophiobagrus brevispinis
- Lophiobagrus cyclurus

## M
- Malapterurus polli
- Malapterurus tanganyikaensis
- Malapterurus zambezensis

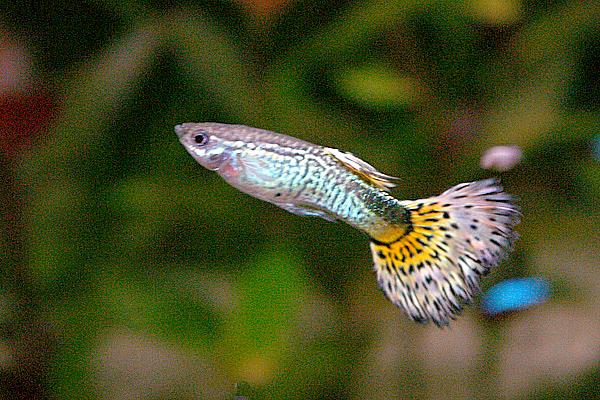
Poecilia reticulata

- Marcusenius macrolepidotus macrolepidotus
- Mastacembelus albomaculatus
- Mastacembelus cunningtoni
- Mastacembelus ellipsifer
- Mastacembelus flavidus
- Mastacembelus frenatus
- Mastacembelus micropectus
- Mastacembelus moorii
- Mastacembelus ophidium
- Mastacembelus plagiostomus
- Mastacembelus platysoma
- Mastacembelus polli
- Mastacembelus signatus
- Mastacembelus stappersii
- Mastacembelus tanganicae
- Mastacembelus vanderwaali
- Mastacembelus zebratus
- Mesobola brevianalis
- Mesobola moeruensis
- Micralestes acutidens
- Micralestes humilis
- Micralestes sardina
- Micralestes vittatus
- Microctenopoma intermedium
- Micropterus salmoides
- Microthrissa moeruensis
- Mormyrops anguilloides
- Mormyrus lacerda
- Mormyrus longirostris

## N

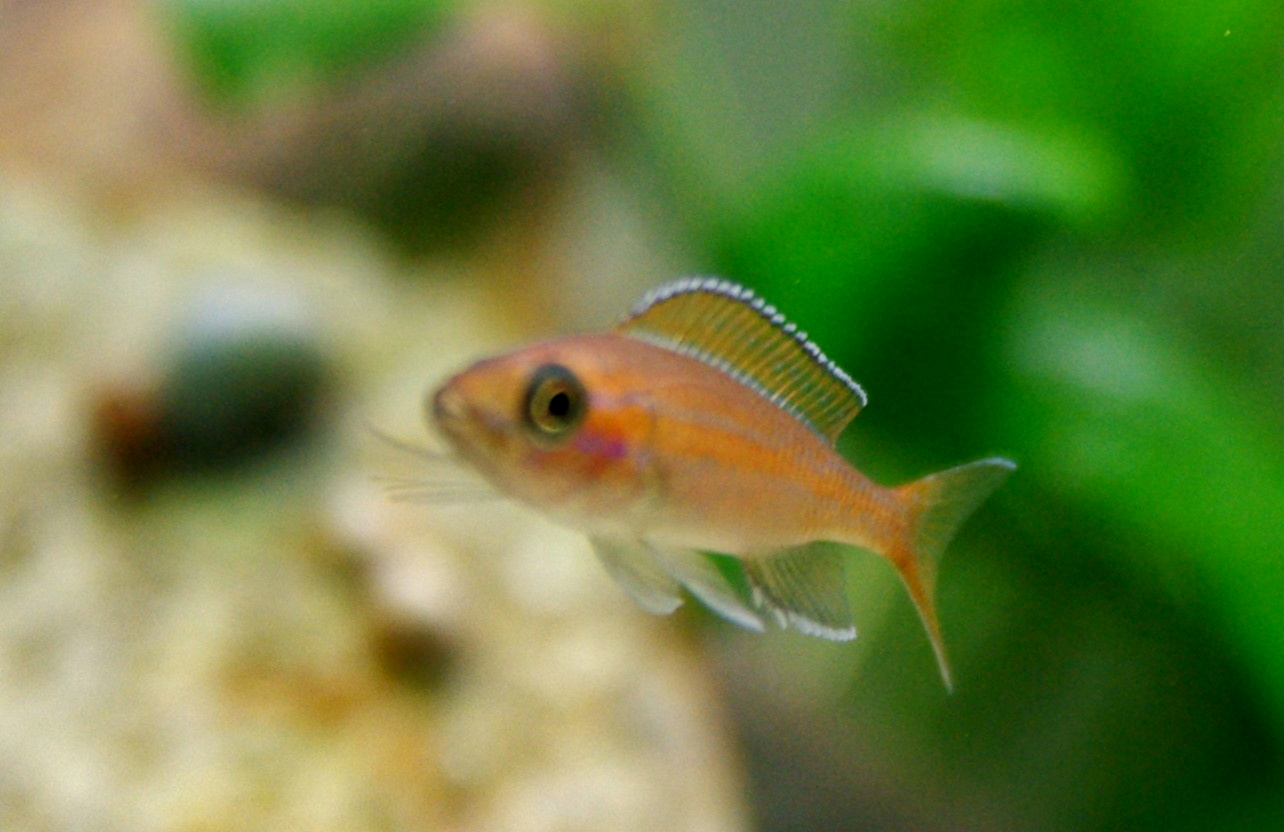
Paracyprichromis nigripinnis

- Nannocharax macropterus
- Neolamprologus brevis
- Neolamprologus buescheri
- Neolamprologus cancellatus
- Neolamprologus caudopunctatus
- Neolamprologus christyi
- Neolamprologus cylindricus
- Neolamprologus fasciatus
- Neolamprologus furcifer
- Neolamprologus hecqui
- Neolamprologus leleupi
- Neolamprologus leloupi
- Neolamprologus modestus
- Neolamprologus multifasciatus
- Neolamprologus mustax
- Neolamprologus obscurus
- Neolamprologus petricola
- Neolamprologus pulcher
- Neolamprologus savoryi
- Neolamprologus sexfasciatus
- Neolamprologus tetracanthus
- Neolamprologus toae
- Neolamprologus wauthioni
- Neolebias lozii
- Nothobranchius boklundi[1]
- Nothobranchius kafuensis
- Nothobranchius polli
- Nothobranchius rosenstocki
- Nothobranchius symoensi
- Nothobranchius taeniopygus

## O

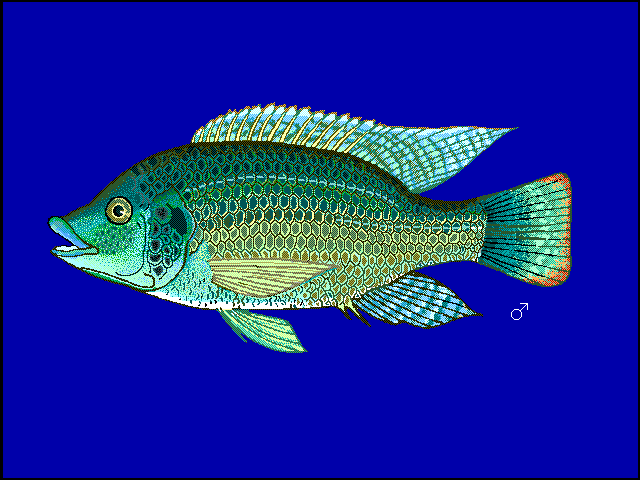
Oreochromis mossambicus

- Oncorhynchus mykiss
- Ophthalmotilapia boops
- Ophthalmotilapia nasuta
- Ophthalmotilapia ventralis
- Opsaridium ubangiense
- Opsaridium zambezense
- Oreochromis andersonii
- Oreochromis aureus
- Oreochromis karomo
- Oreochromis macrochir
- Oreochromis mortimeri
- Oreochromis mossambicus
- Oreochromis mweruensis
- Oreochromis niloticus eduardianus
- Oreochromis niloticus niloticus
- Oreochromis spilurus niger
- Oreochromis tanganicae
- Orthochromis kalungwishiensis
- Orthochromis luongoensis
- Orthochromis polyacanthus

## P
- Paracyprichromis brieni
- Paracyprichromis nigripinnis
- Parauchenoglanis ngamensis
- Perissodus eccentricus
- Perissodus microlepis
- Petrocephalus catostoma catostoma
- Petrocephalus simus
- Petrochromis famula
- Petrochromis fasciolatus
- Petrochromis macrognathus
- Petrochromis orthognathus
- Petrochromis polyodon
- Petrochromis trewavasae ephippium

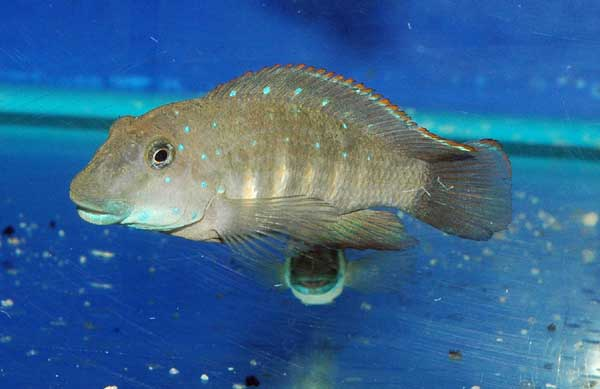
Eretmodus cyanostictus

- Petrochromis trewavasae trewavasae
- Pharyngochromis acuticeps
- Pharyngochromis darlingi
- Phyllonemus filinemus
- Phyllonemus typus
- Plecodus elaviae
- Plecodus multidentatus
- Plecodus paradoxus
- Plecodus straeleni
- Poecilia reticulata
- Pollimyrus castelnaui
- Pollimyrus nigricans
- Pollimyrus stappersii stappersii
- Polypterus endlicheri congicus
- Polypterus senegalus senegalus
- Protopterus aethiopicus aethiopicus
- Protopterus annectens brieni
- Pseudocrenilabrus philander philander
- Pseudosimochromis curvifrons

## R

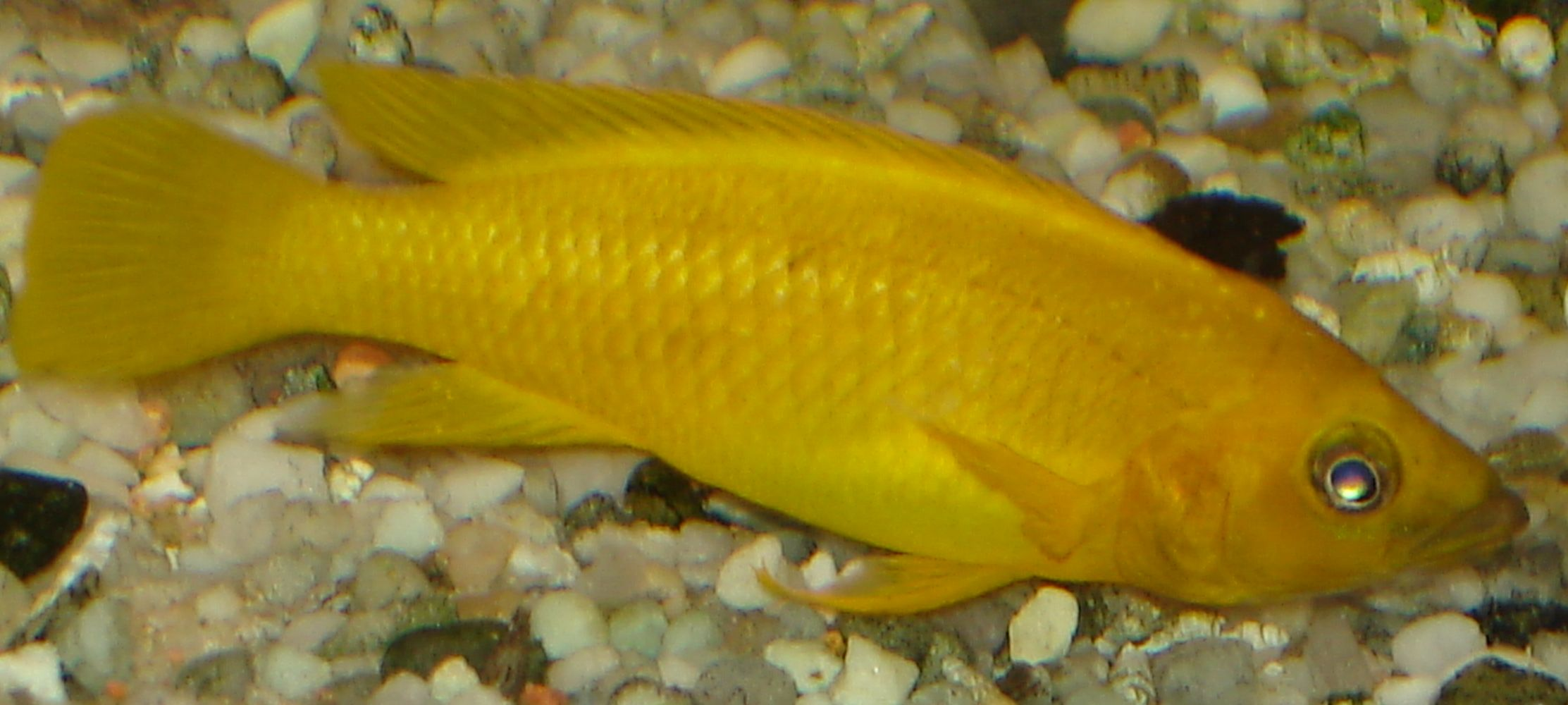
Neolamprologus leleupi

- Raiamas moorii
- Raiamas salmolucius
- Reganochromis calliurus
- Rhabdalestes maunensis
- Rhabdalestes rhodesiensis

## S

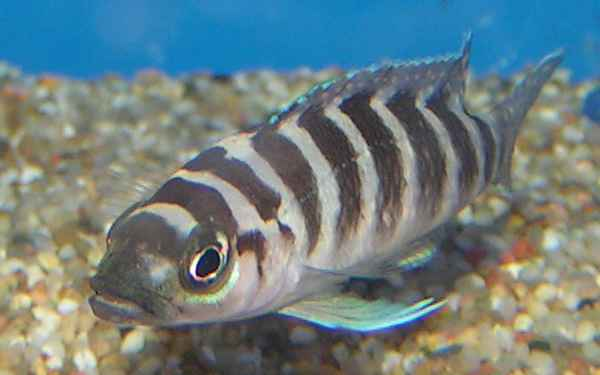
Neolamprologus cylindricus

- Sargochromis carlottae
- Sargochromis codringtonii
- Sargochromis giardi
- Sargochromis greenwoodi
- Sargochromis mellandi
- Sargochromis mortimeri
- Schilbe banguelensis
- Schilbe durinii
- Schilbe intermedius
- Schilbe mystus
- Schilbe yangambianus
- Serranochromis altus
- Serranochromis angusticeps
- Serranochromis longimanus
- Serranochromis macrocephalus
- Serranochromis robustus jallae
- Serranochromis robustus robustus
- Serranochromis stappersi
- Serranochromis thumbergi
- Simochromis babaulti
- Simochromis diagramma
- Simochromis pleurospilus
- Stolothrissa tanganicae
- Synodontis dhonti
- Synodontis granulosa
- Synodontis ilebrevis
- Synodontis katangae
- Synodontis leopardina
- Synodontis lucipinnis
- Synodontis macrostigma
- Synodontis macrostoma
- Synodontis multipunctata
- Synodontis nebulosa
- Synodontis nigromaculata
- Synodontis njassae
- Synodontis ornatipinnis
- Synodontis petricola
- Synodontis polli
- Synodontis polystigma
- Synodontis rukwaensis
- Synodontis tanganyicae
- Synodontis unicolor
- Synodontis woosnami
- Synodontis zambezensis

## T

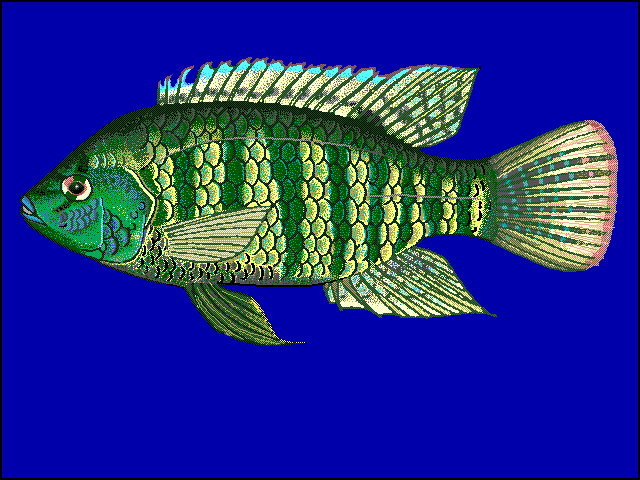
Tilapia sparrmanii

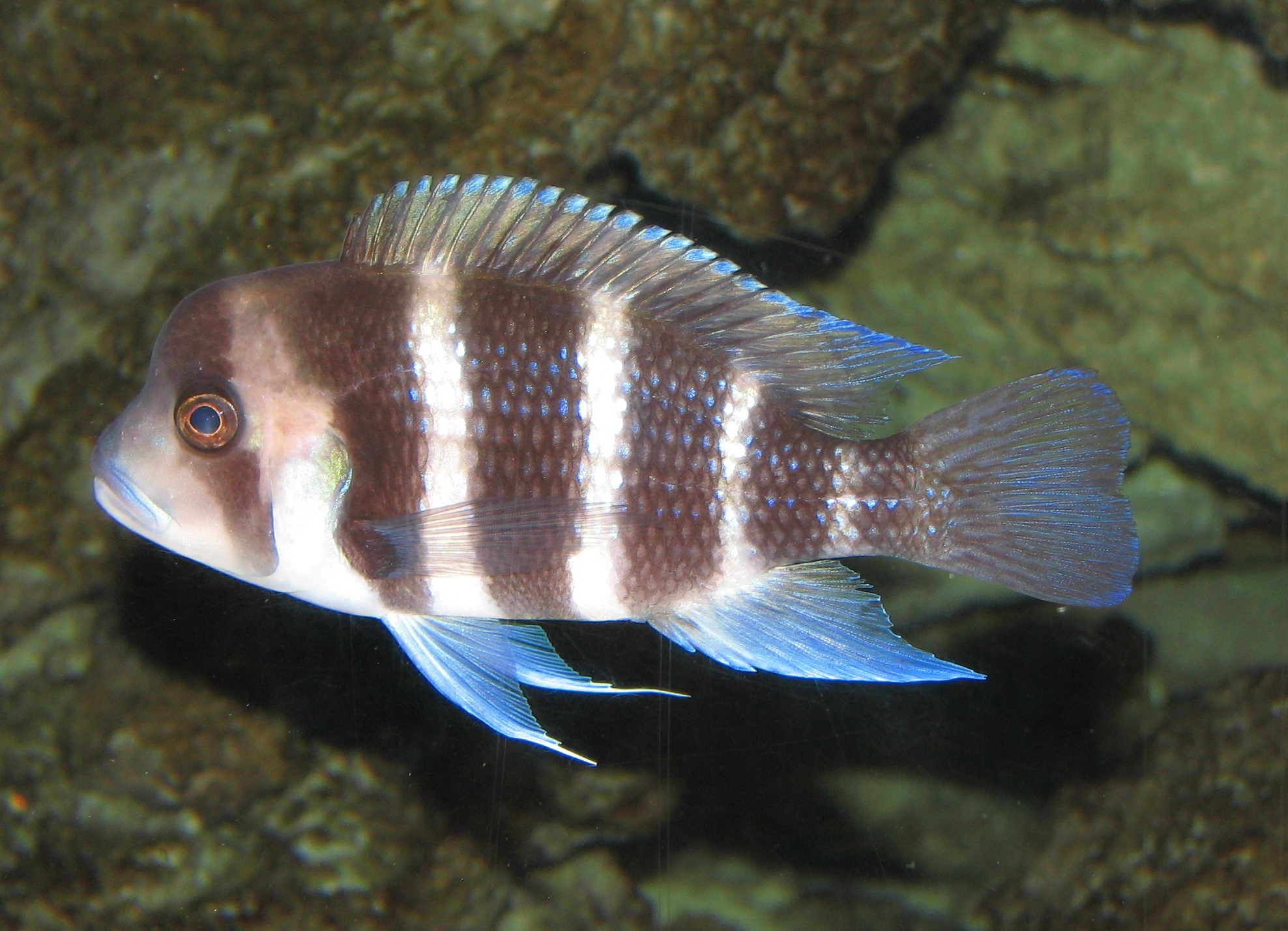
Cyphotilapia frontosa

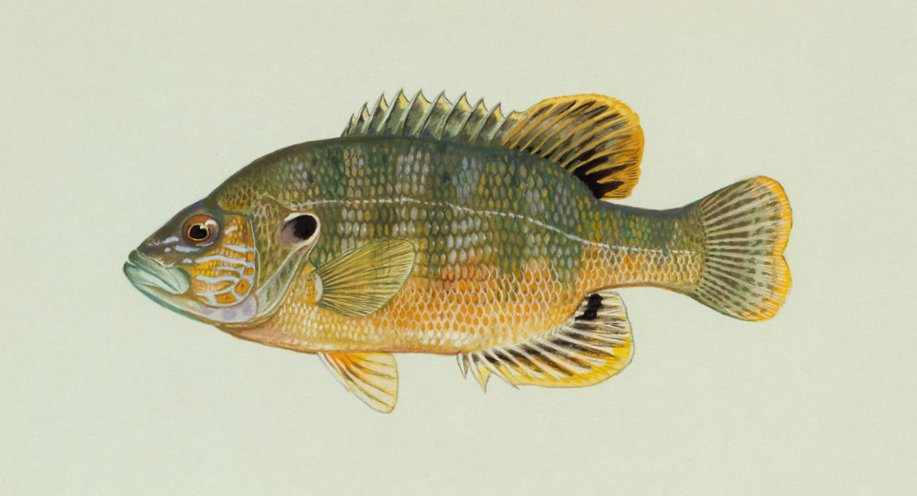
Lepomis cyanellus

- Tangachromis dhanisi
- Tanganikallabes mortiauxi
- Telmatochromis bifrenatus
- Telmatochromis brachygnathus
- Telmatochromis burgeoni
- Telmatochromis dhonti
- Telmatochromis temporalis
- Telmatochromis vittatus
- Tetraodon mbu
- Thoracochromis moeruensis
- Tilapia baloni
- Tilapia rendalli
- Tilapia ruweti
- Tilapia sparrmanii
- Tinca tinca
- Trematocara caparti
- Trematocara kufferathi
- Trematocara macrostoma
- Trematocara marginatum
- Trematocara nigrifrons
- Trematocara stigmaticum
- Trematocara unimaculatum
- Trematocara variabile
- Triglachromis otostigma
- Tropheus kasabae
- Tropheus moorii
- Tylochromis bangwelensis
- Tylochromis mylodon
- Tylochromis polylepis
- Tylochromis variabilis

## V
- Variabilichromis moorii

## X

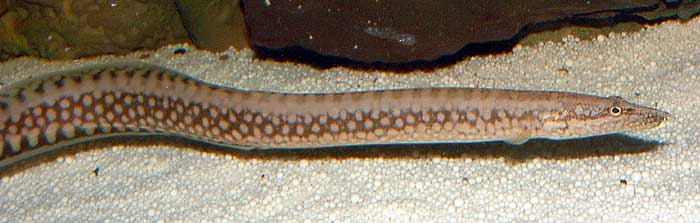
Mastacembelus moorii

- Xenochromis hecqui
- Xenotilapia bathyphila
- Xenotilapia boulengeri
- Xenotilapia caudafasciata
- Xenotilapia flavipinnis
- Xenotilapia leptura
- Xenotilapia longispinis
- Xenotilapia melanogenys
- Xenotilapia nigrolabiata
- Xenotilapia ornatipinnis
- Xenotilapia papilio
- Xenotilapia rotundiventralis
- Xenotilapia sima
- Xenotilapia spiloptera
- Xenotilapia tenuidentata

## Z

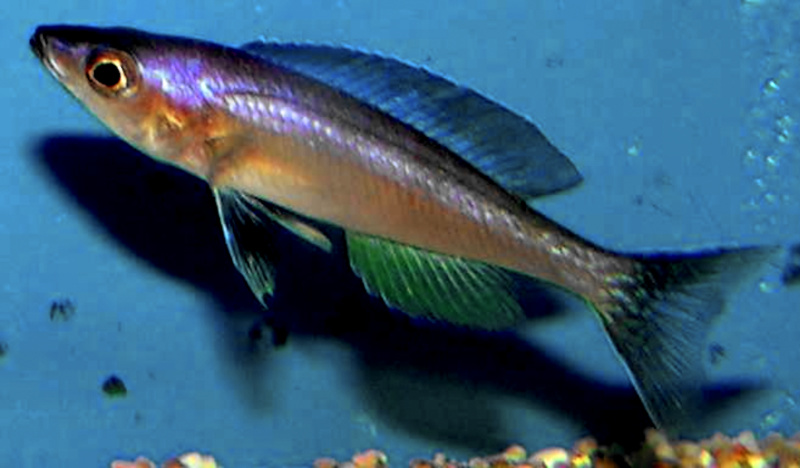
Cyprichromis leptosoma

- Zaireichthys dorae
- Zaireichthys rotundiceps[2]